# Nonnen
Nonnen (originaltitel The Nun's Story) er en amerikansk film fra 1959, som handler om den belgiske nonne Sister Luke, der bliver udstationeret i Belgisk Congo med de bedste intentioner om at udøve sit virke som Guds tjener. Det bliver dog sværere og sværere for hende at forholde sig neutralt til sine omgivelser, og hun må genoverveje de ideologier, hun har valgt at følge.
Filmen er instrueret af Fred Zinnemann og blev nomineret til otte Oscars.